# Billerhuder Insel
Die Billerhuder Insel ist eine künstlich geschaffene Insel in Hamburg-Rothenburgsort, die zwischen einer Flussschleife der Bille und dem die Flussschleife abkürzenden Bullenhuser Kanal liegt.
Die 38 Hektar große Insel in Form eines Dreiecks entstand 1907 beim Bau des Bullenhuser Kanals. Entlang des Kanals ist sie rund 1000 Meter lang und hat bis zu 520 Meter Breite. Sie besteht aus von Saugbaggern angeschwemmten Flusssandboden und wird fast vollständig vom Kleingartenverein 114 „Gartenkolonie Billerhude“ eingenommen. Von den rund 600 Parzellen sind noch rund 60 dauerhaft bewohnt; eine Besonderheit aus der Zeit nach dem Zweiten Weltkrieg, als viele Kleingärten als Behelfsheime genutzt wurden. Außerdem sind mehrere Wassersportvereine auf der Insel ansässig.
Von Süden kommend führt die Straße Ausschläger Billdeich quer über die Insel zur Braunen Brücke, der Verbindung nach Hamm. Durch eine Buslinie mit einer Haltestelle auf der Insel ist die Insel mit dem Öffentlichen Personennahverkehr zu erreichen. Ansonsten erschließt ein Netz kleiner asphaltierter Wege, die längeren unter ihnen in Form von Einbahnstraßen, die komplette Insel.
Laut Bebauungsplan von 1957 ist ein Großteil der Insel als Reserveflächen für die Industrie ausgewiesen. Seither gab es einige Vorschläge, die Insel anderweitig zu nutzen. 1981 plante Bausenator Volker Lange (SPD), 1000 Wohnungen anstelle der bisherigen bewohnten Kleingärten zu errichten. Als Reaktion auf das 2014 vom Hamburger Senat vorgelegte Konzept „Stromaufwärts an Elbe und Bille“ zur Stadtentwicklung im Osten Hamburgs schlug die Handelskammer vor, die Billerhuder Insel für Gewerbe- und Wohnungsbau zu nutzen, was von der Politik aber abgelehnt wurde, um die Kleingärten zu erhalten.

## Nachweise
1. ↑  Gartenkolonie Billerhude. Abgerufen am 1. Juni 2021.
2. ↑  Marie Ullrich: Billerhuder Insel – Wohnen im Kleingartenverein. 14. Februar 2017, abgerufen am 1. Juni 2021.
3. ↑  CDU kämpft für Billerhuder Insel, in: Hamburger Abendblatt vom 8. Oktober 1981, abgerufen am 8. April 2020
4. ↑  Schriftliche Kleine Anfrage des Abgeordneten Stephan Jersch (Die Linke) vom 13.07.17, kleineanfragen.de, abgerufen am 8. April 2020